# Ячевская, Мария Александровна
Мария Александровна Ячевская — сестра милосердия, участница Русско-турецкой войны 1877—1878 гг.

## Биография
Родилась в 1852 году. Дочь действительного тайного советника (штатского генерала). В 19 лет посвятила себя служению раненым и больным воинам. В качестве простой сестры милосердия в начале ноября 1877 года отправилась на театр военных действий русско-турецкой войны в отряде принцессы Евгении Максимилиановны. Прибыв в самое тяжёлое и трудное время, она неутомимо работала в госпиталях Румынии и Болгарии.
19 января 1878 года в госпитале города Белы (ныне Бяла, Болгария) Ячевская скончалась после весьма непродолжительной болезни. В числе лиц, явившихся почтить память сестры, были представители Красного Креста и славянских комитетов. Тело Ячевской было доставлено в Петербург и 6-го февраля 1878 года при большом стечении народа препровождено было с Николаевской железной дороги до Волкова кладбища.

 «При многочисленном стечении народа с вокзала Николаевской железной дороги и до Волкова кладбища гроб двигался по живому людскому коридору... Она являлась там, где более встречалась надобность в её энергической деятепьности, вызывавшей удивление и благодарность всех окружающих» В конце заметки помещены стихи.
До конца несла ты крест свой безответно
и сошла со сцены незаметно.
.